# コール・パーマー
- コール・パルマー

コール・ジャーメイン・パーマー（Cole Jarmaine Palmer、2002年5月6日 - ）は、イングランド・ウィゼンシャー出身のサッカー選手。プレミアリーグ・チェルシーFC所属。ポジションはミッドフィールダー。イングランド代表。

## クラブ経歴

### マンチェスター・シティ
グレーター・マンチェスターのウィゼンショウウに生まれ、U-8からマンチェスター・シティ EDSに所属、2019-20シーズンにはU-18チームで主将を務めた。
2020年9月30日にEFLカップ4回戦のバーンリーFC戦でトップチーム初出場を記録した。同年10月27日にUEFAチャンピオンズリーグ 2020-21 グループリーグ第2節のオリンピック・マルセイユ戦でケヴィン・デ・ブライネに代わって82分に投入されUEFAチャンピオンズリーグ初出場を記録した。
2021年8月21日に行われたプレミアリーグ・ノリッジ・シティFC戦でイルカイ・ギュンドアンに代わって69分に投入されプレミアリーグ初出場を記録した。9月22日に行われたEFLカップ・ウィコム・ワンダラーズFC戦でルーク・ムベテ＝タブのアシストからトップチーム初得点を記録した。10月20日に行われUEFAチャンピオンズリーグ3節クラブ・ブルッヘ戦では途中交代からチームの5点目となるトップチーム初ゴールを挙げた。

### チェルシー
2023年9月1日、出場機会を求めてチェルシーFCと7年契約を締結したことが発表された。11月12日、第12節のマンチェスター・シティ戦では古巣相手にゴールを決めた。2024年4月4日、第31節のマンチェスター・ユナイテッド戦ではキャリア初のハットトリックを達成した。4月15日、エヴァートンFC戦で2試合連続ハットトリックとなる1試合4得点を記録して6-0での大勝に貢献した。2023-24シーズンは、リーグ戦で得点王のFWアーリング・ハーランドの27ゴールに次ぐ22ゴールを挙げ、11アシスト記録した。ゴール数+アシスト数の記録ではリーグトップとなる記録だった。これは圧倒的な活躍を披露したエデン・アザールが2018-19シーズンに記録した個人最高記録16ゴール15アシストを上回る記録だった。チェルシーでの活躍により、PFA年間最優秀若手選手賞を受賞したほか、プレミアリーグ年間最優秀選手とFWA年間最優秀選手賞にもノミネートされた。
2024年8月13日、クラブとの契約を2033年6月まで延長した。8月25日、ウルヴァーハンプトン・ワンダラーズ戦ではその試合でハットトリックを達成したノニ・マドゥエケの3ゴール全てをアシストした。9月5日、UEFAカンファレンスリーグ 2024-25の登録メンバーから外れたことが明らかになった。チェルシーはこのシーズン最大80試合をプレーする可能性があり、負荷を軽減するためにメンバーから外されたと報じられた。9月28日のブライトン戦では、前半31分の時点でハットトリックを達成すると、前半41分に4ゴール目を挙げてプレミアリーグ史上初めて前半だけでの4ゴールを挙げた選手となった。
2025年6月5日、チェルシーFCはミハイロ・ムドリクに代わりパーマーがFIFAクラブワールドカップから背番号を10番に変更すると発表。

## 代表経歴
2019年にはU-17イングランド代表としてUEFA U-17欧州選手権2019に参加した。
2023年11月17日、マルタ代表とのUEFA EURO 2024予選にて、61分に途中交代したことでイングランド代表での初キャップを刻んだ。
2024年6月6日、UEFA EURO 2024のイングランド代表に選ばれた。決勝のスペイン戦に途中出場し、1-1の同点とするゴールを決めたが、その後逆転されて優勝を逃した。

## 人物・エピソード
チェルシーの指揮官マウリシオ・ポチェッティーノ監督がMFコール・パーマーについて言及した。

## 個人成績

### クラブ
2022-23シーズン終了時点
| クラブ                 | シーズン     | リーグ戦       | リーグ戦 | リーグ戦 | FAカップ | FAカップ | EFLカップ | EFLカップ | 国際大会 | 国際大会 | その他 | その他 | 合計 | 合計 |
| クラブ                 | シーズン     | ディビジョン   | 出場     | 得点     | 出場     | 得点     | 出場      | 得点      | 出場     | 得点     | 出場   | 得点   | 出場 | 得点 |
| ---------------------- | ------------ | -------------- | -------- | -------- | -------- | -------- | --------- | --------- | -------- | -------- | ------ | ------ | ---- | ---- |
| マンチェスター・シティ | 2020-21      | プレミアリーグ | 0        | 0        | 0        | 0        | 1         | 0         | 1        | 0        | -      | -      | 2    | 0    |
| マンチェスター・シティ | 2021-22      | プレミアリーグ | 4        | 0        | 1        | 1        | 2         | 1         | 3        | 1        | 1      | 0      | 11   | 3    |
| マンチェスター・シティ | 2022-23      | プレミアリーグ | 14       | 0        | 4        | 1        | 3         | 0         | 4        | 0        | 0      | 0      | 25   | 1    |
| マンチェスター・シティ | 2023-24      | プレミアリーグ | 1        | 0        | -        | -        | -         | -         | -        | -        | 2      | 2      | 3    | 2    |
| チェルシー             | 2023-24      | プレミアリーグ | 33       | 22       | 6        | 1        | 6         | 2         | -        | -        | -      | -      | 45   | 25   |
| キャリア通算           | キャリア通算 | キャリア通算   | 52       | 22       | 11       | 3        | 12        | 3         | 8        | 1        | 3      | 2      | 86   | 31   |

### 代表
出場大会
- U-17イングランド代表

2019年 - UEFA U-17欧州選手権2019（グループステージ敗退）
- U-21イングランド代表

2023年 - UEFA U-21欧州選手権2023（優勝）
- イングランド代表

2024年 - UEFA EURO 2024 (準優勝)
試合数
| イングランド代表 | 国際Aマッチ | 国際Aマッチ |
| 年               | 出場        | 得点        |
| ---------------- | ----------- | ----------- |
| 2023             | 2           | 0           |
| 2024             | 7           | 2           |
| 通算             | 9           | 2           |

- 国際Aマッチ 9試合 2得点（2023年 - ）

## タイトル

### クラブ
マンチェスター・シティ
- プレミアリーグ : 1回 (2022-23)
- FAカップ : 1回 (2022-23)
- UEFAチャンピオンズリーグ : 1回 (2022-23)
- UEFAスーパーカップ : 1回 (2023)

チェルシー
- UEFAカンファレンスリーグ : 1回 (2024-25)
- FIFAクラブワールドカップ : 1回 (2025)

### 代表
U-21イングランド代表
- UEFA U-21欧州選手権 : 1回 (2023)